# 박기서 (1948년)
박기서(朴琦緖, 1948년 12월 9일(음력 11월 9일) ~ 2025년 7월 10일)는 1996년 10월 23일 백범 김구 암살범 안두희를 둔기로 살해한 살인자다. 본관은 반남(潘南)이다.

## 안두희 살해 사건
경기도 부천 소신여객 시내버스 기사이자 지난날 소신여객 노동조합위원장 직위를 지낸 적이 있었으며 1996년 10월 23일 경기도 부천에서 소신여객 시내버스 기사로 일하던 박기서는 소신여객에서 얻은 휴가 기간 중 백범 김구 암살범인 안두희를 처단하기로 결심한 후 부천시장의 그릇가게에서 홍두깨 비슷한 40cm 크기의 몽둥이를 4천원 주고 사서 오전 11시 30분 인천광역시 중구 신흥동에 있는 안두희가 사는 아파트에 들어간다. ‘정의봉(正義棒)’이라고 쓴 홍두깨와 장난감 권총을 지니고 안두희의 부인을 묶은 뒤 옆방에 있던 안두희에게 장난감 권총을 겨누며 "시키는 대로 하지 않으면 권총이 불을 뿜는다" 고 고함을 쳤다. 이어 준비해간 나일론 끈으로 안두희의 두손을 묶고 '정의봉으로 사정없이 구타했다. 숨이 차면 냉장고에서 찬 물을 꺼내마셔가며 계속 몽둥이로 두들겨 패서 결국 몽둥이로 때려 죽였다. 당시 중풍에 걸려있던 안두희는 무언가를 얘기하려는 듯 입을 움직였다고 한다. 박기서는 안두희가 숨진것을 확인하고 곧바로 심곡본동 성당에 가서 고해성사를 한 뒤 경찰에 자수했다. 고해성사를 받은 이준희 신부는 이렇게 회고했다. "박기서 씨는 역사적으로, 김구 선생을 죽인 안두희는 당연히 처벌받아야 하는데 아직도 역사가 그 일을 하지 않으니 자신이 사명감을 갖고 죽였다고 고백했습니다. 그러면서 안두희의 장례와 그의 영혼에 대해 걱정하면서 성당에서 안두희의 장례를 치르는데 차라리 도움을 줄 수 없느냐고 물었습니다." 성당에서 고해성사를 마친 후 인천중부경찰서로 연행되어 긴급 구속되었다. 그는 범행동기에 대해 자신은 학창시절부터 김구를 존경해 왔고 1995년 초 백범일지를 읽은 뒤 백범의 유지를 이어야겠다고 결심했으며, 권중희가 쓴 '역사의 심판에는 시효가 없다' 책에 가장 큰 영향을 받았다고 진술했다. 또한 '의로운 일을 했기 때문에 후회는 없다.'라는 진술도 하였다. 박기서는 범행 직전 권중희에게 전화를 걸어 안두희를 죽이겠다고 했으나, 권중희는 그를 살려 두어 김구의 살해동기와 배후세력을 알아내야 한다면서 범행을 말렸다고 한다.
범행이 언론을 통해 알려진 후, 사회 각계 인사들이 '백범 김구 암살범 안두희 처단 박기서 의사 석방 대책위원회'를 조직하여 9,200명이 서명한 탄원서를 인천지방법원에 제출하는 등 구명 운동을 펼쳤다. 시민들은 그의 자택에 격려금과 위로 편지들을 보내기도 했다.
1997년 3월 검찰은 징역 8년을 구형하였으며, 4월 인천지법은 정황을 참작하여 살인죄 최소형량인 징역 5년을 선고했다. 이후 항소심에서 징역 3년으로 형량이 감형되었고 1997년 11월 대법원 상고심에서 징역 3년이 확정되었다. 재판부는 '박씨의 범행동기는 주관적으로는 정당성을 가지나 법질서 전체 관점에서는 용인될 정당성을 가진다고 볼 수 없다.'라고 형량 확정의 취지를 밝혔다. 형 확정 후 복역하던 중 박기서는 이듬해 1998년 3월 13일을 기하여 김대중 정부의 대사면 때 풀려났고 이후에는 택시 기사로 일했다.

## 사회 반응
이 사건에 대해 '차라리 뒤늦게나마 안두희가 죗값을 치렀다.'라는 반응과 "안두희 죽음에 연민은 아직도 없으며 진실규명이 남아 있다."라는 반응들이 나왔으며 박기서의 행동을 '제2의 독립운동가'로 칭송하는 평가도 나왔다. 반면 '안두희가 죽어 암살 사건의 배후가 가려지게 되었으므로 차라리 박기서는 애국자가 아니라 안두희 살해를 자행하였기에 오히려 배후를 감춘 암살 배후 은폐 방조자'이라는 평가도 있었고, '안두희 그가 만고 역적이라 하지만 중풍을 앓는 노인을 때려죽인 것은 명백한 사형(私刑, 린치)이 아닌가 그것을 먼저 짚어 보아야 할 것'이라는 비난도 나왔다. 권중희 저서 《역사의 심판에는 시효가 없다》가 박기서의 범행동기가 되었다는 것이 알려지자 주요 서점에 책을 구입할 수 있느냐는 시민들의 전화문의가 폭주하기도 했다.

## 같이 보기
- 김구
- 안두희
- 권중희

## 참고 자료
- 『김구암살범 안두희 배후(버스 운전기사 박기서 안두희 살해 내막)』, 문일석 저, 한솔미디어(1996년), [숨어있는 한국 현대사- 일제강점기에서 한국전쟁까지, 아무도 말하지 않았던 그날의 이야기] 임기상 저, 인문서원(2014년)